# Central Railroad of New Jersey Terminal
Central Railroad of New Jersey Terminal, kallad Communipaw Terminal var Central Railroad of New Jersey:s terminal som låg vid vattnet och därifrån kunde man byta mellan färjor och tåg. Stationen låg vid mynningen av Hudsonfloden vid Upper New York Bay i Jersey City, New Jersey.

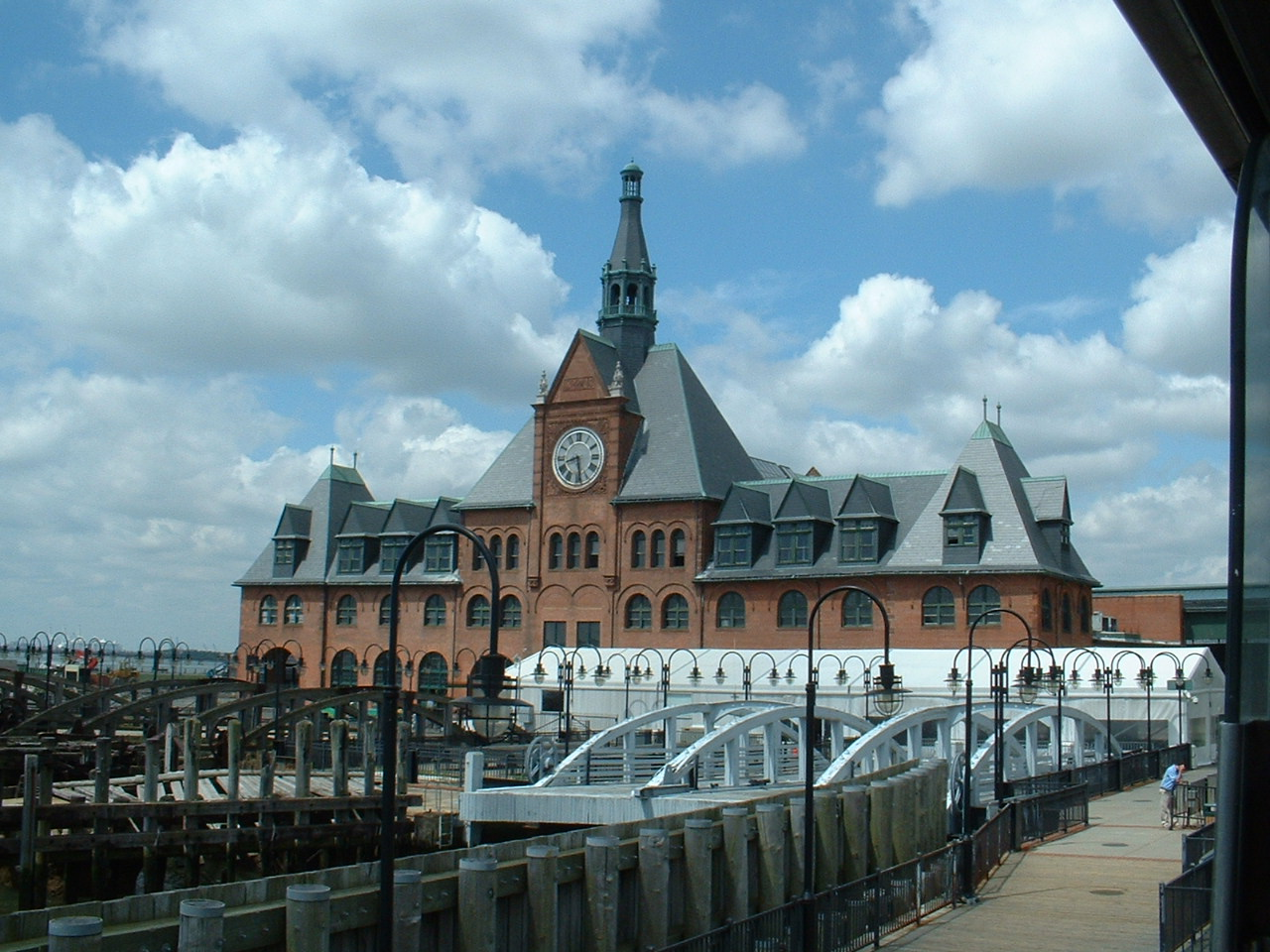
Communipaw Terminal

## Historia
Platsen Central Railroad of New Jersey Terminal ligger på har länge kallats Communipaw som betyder "Stor landningsplats vid sidan av en flod" på algonkinspråk. Central Railroad of New Jersey Terminal byggdes 1889 och ersatte en tidigare terminalbyggnad som hade använts i 25 års tid. Central Railroad of New Jersey Terminal som var ritad av William H. Peddle, Peabody & Stearns var i bruk fram till den 30 april 1967. Stationen ligger nära Ellis Island och det beräknas att cirka 10,5 miljoner immigranter som lämnat Ellis Island har åkt till Central Railroad of New Jersey Terminal och sen vidare i USA. Den långa kullerstensbelagda vägen som går till terminalen hette förut Johnston Avenue efter en VD för Central Railroad of New Jersey.  

## Nutid
Idag går båtar till både Ellis Island och Frihetsgudinnan ifrån Central Railroad of New Jersey Terminal. den 12 september 1975 kom terminalen med på listorna New Jersey Register of Historic Places och National Register of Historic Places. Färjelägena har blivit renoverade och spåren till terminalen borttagna. Banhallen har inte blivit renoverat. Man har även använt terminalen för inspelning av filmen Funny Girl.

## Byggnaden

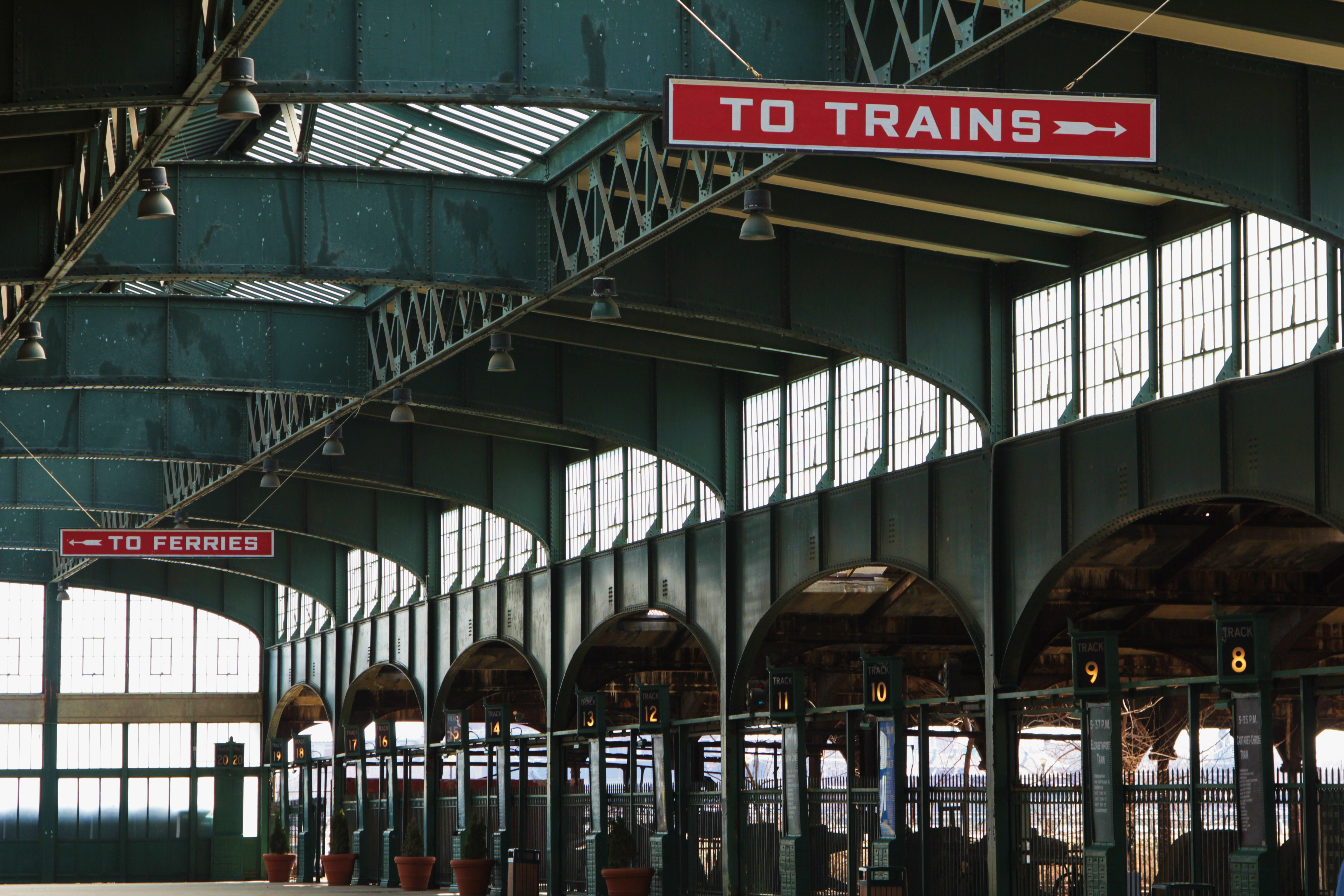
En del av passagen

Terminalen är byggd i "Richardsonian Romersk" stil. Den intermodala terminalen hade flera plattformar och färjelägen. Ankommande passagerare kunde gå i en passage som gick mellan tågen och färjorna för att komma mellan de olika transportmedlen. När passagerarna gick i denna passage kunde man välja att antingen passera genom väntsalen, gå förbi den på någon sida eller ta trapporna upp en våning. Banhallen byggdes 1914 och tillhörde inte originalritningarna. Banhallen var den största byggda någonsin.

## Service

### Spår
Den massiva terminalen med alla sina spår och färjelägen var bara en av flera terminalbyggnader längs västra vattenlinjen i New York under 1900-talet. Idag finns det bara 2 bevarade ,Central Railroad of New Jersey Terminal och Hoboken Terminal som fortfarande är i bruk. Linjerna från Central Railroad of New Jersey Terminal gick mot sydväst. För att kunna bygga spåren till terminalen från huvudlinjen var man tvungen att korsa Hackensack floden, "Meadows" och "Hudson Palisades".

### Linjer
Reading Company och Baltimore and Ohio Railroad använde också terminalen. B & O Railroad körde royal blue till Washington, CNJ körde Blude Comet till Atlantic City och förortståg gick till väster och till söder hela vägen till Jersey Shore från Central Railroad of New Jersey Terminal.

### Färjor
Huvudlinjen för färjorna från Central Railroad of New Jersey Terminal gick över floden till pir 39 vid Liberty Street och West Street i Manhattan. Innan man öppnade Verrazano-Narrows Bridge så gick det färjor till både Brooklyn och Staten Island också.

## Bilder

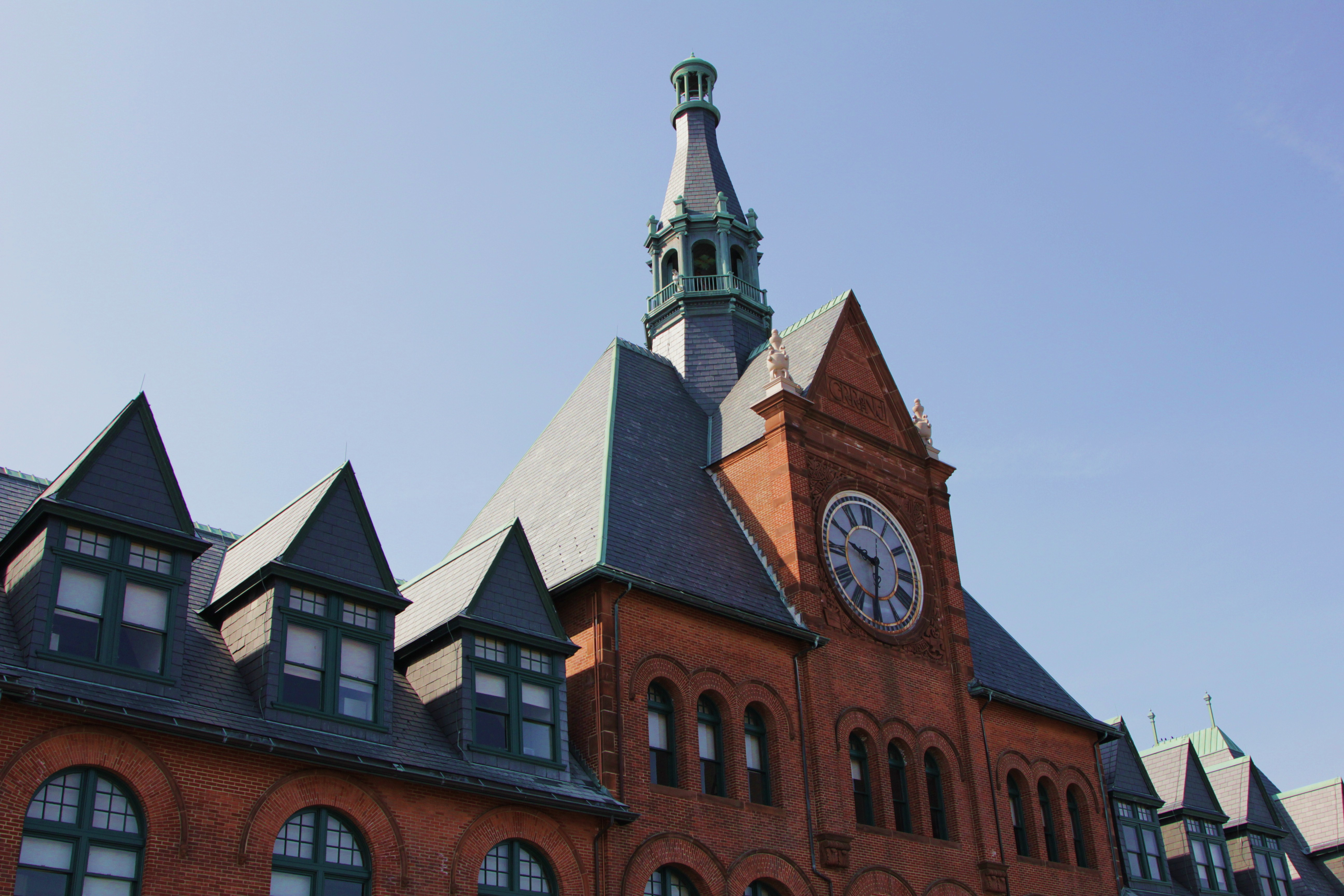
Terminalens fasad.
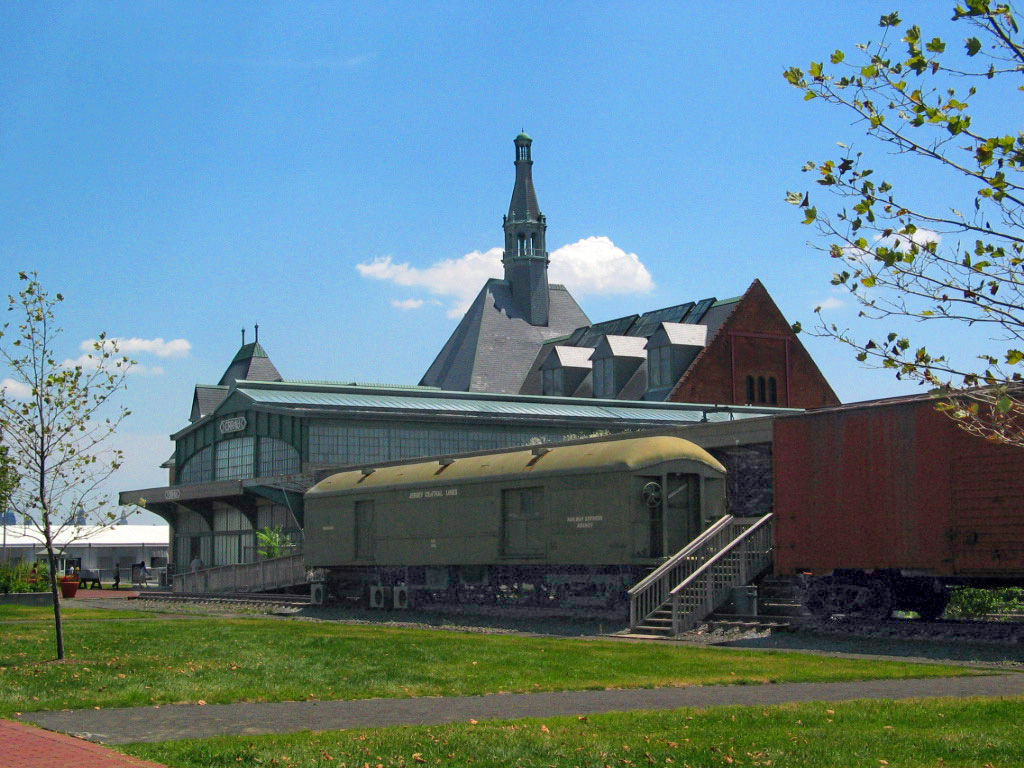
Norra sidan
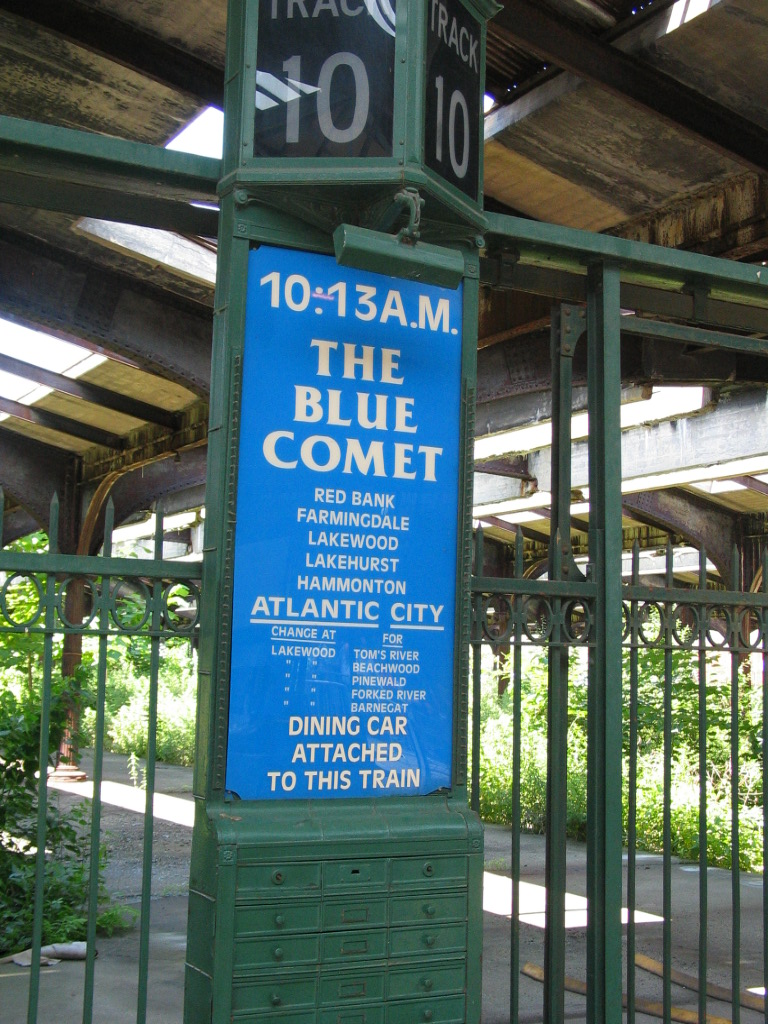
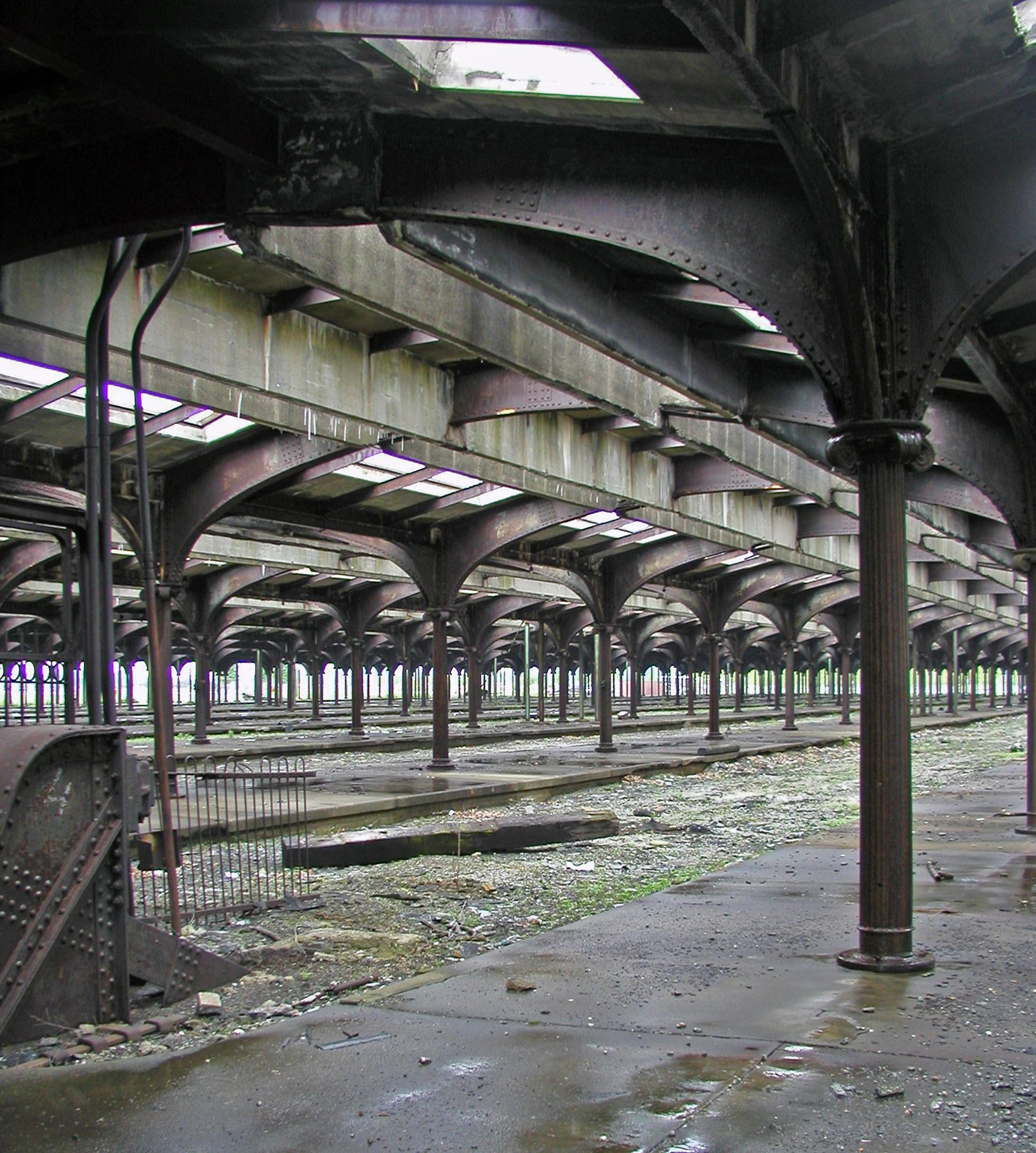
den stora banhallen
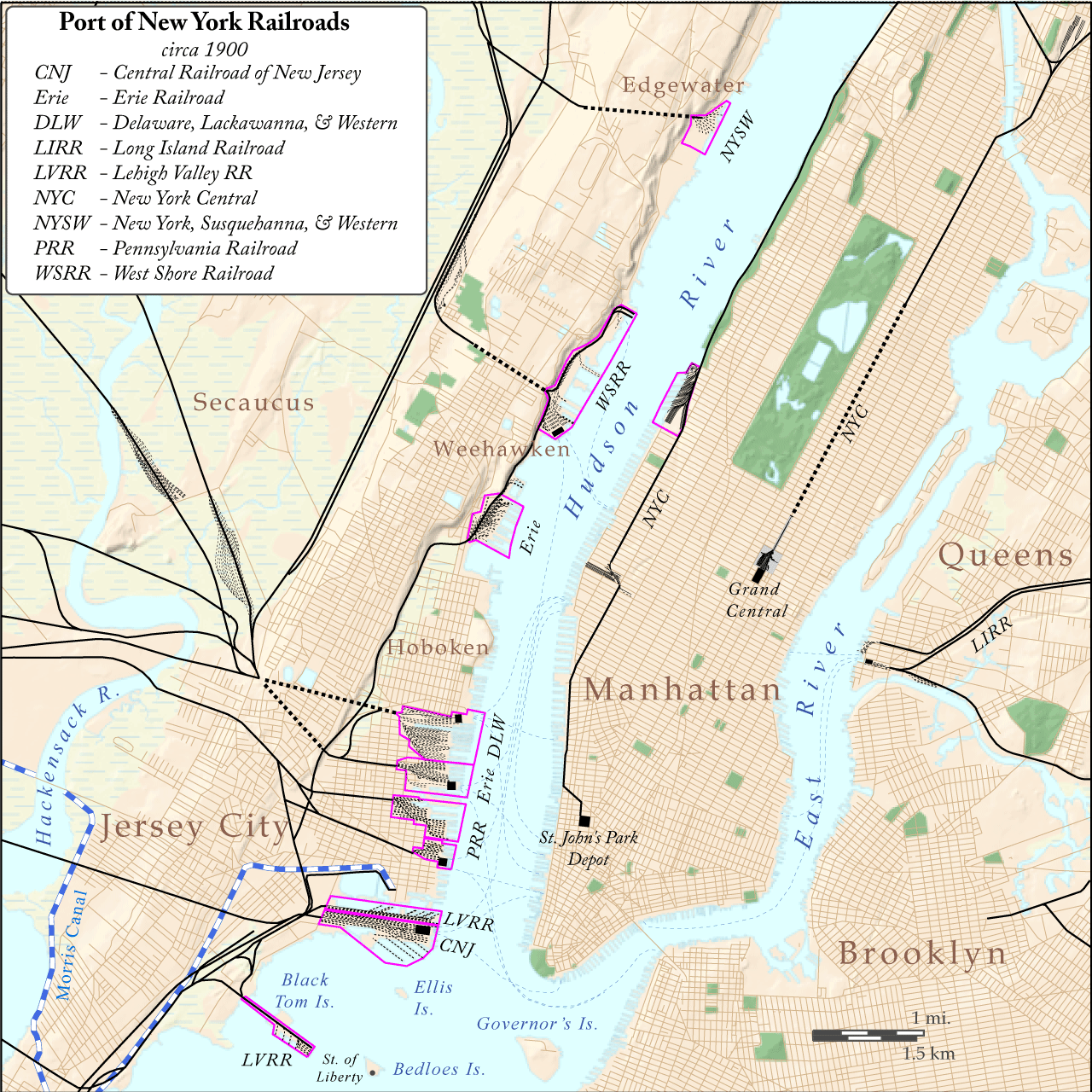
CRRNJ och andra terminalbyggnader cirka 1900
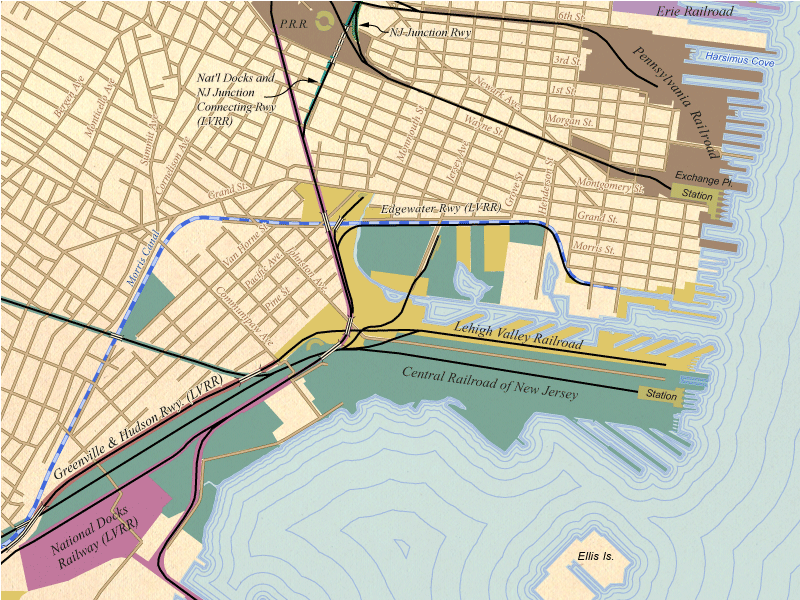
Karta över anläggningen 1910
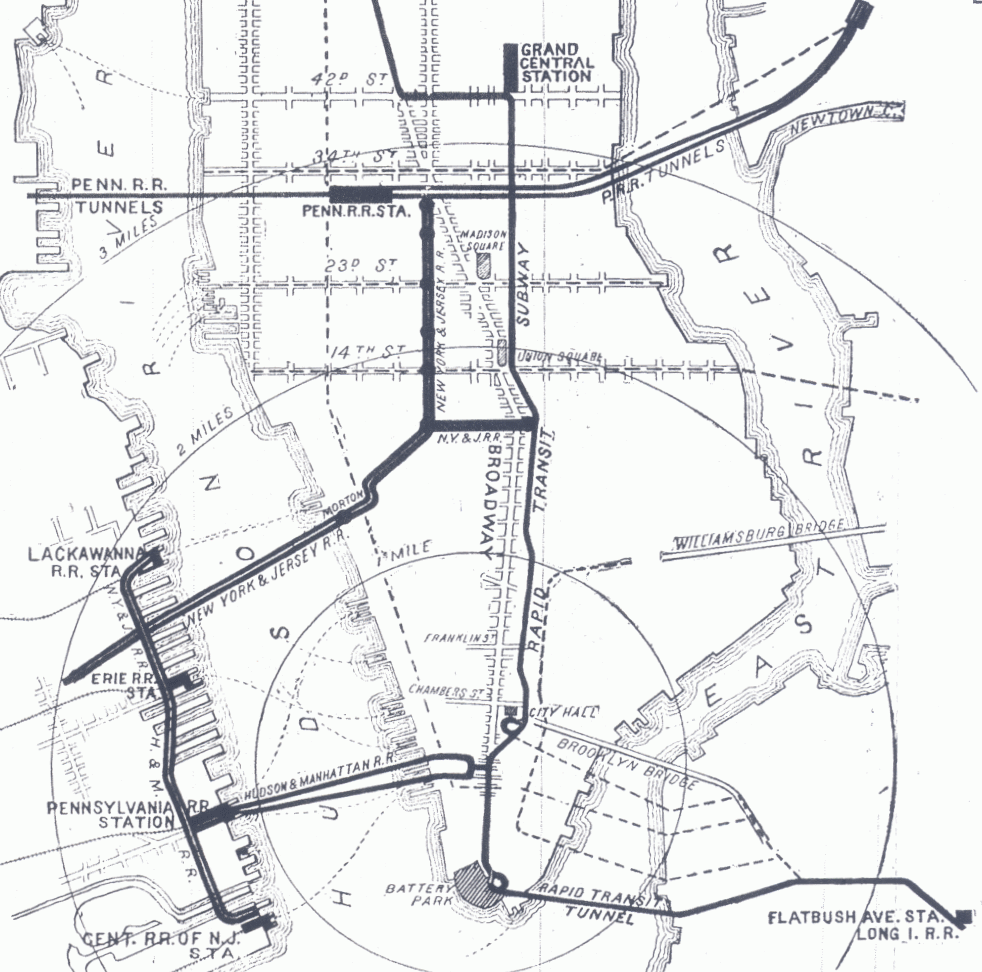
planer på att förlänga PATH.
Karta över linjer som närmar sig från södra vattenlinjen. Den gråa CNJ linjen från Bayonne till Elizabeth gick över CRRNJ Newark Bay Bridge.